# 松平輝規
松平 輝規（まつだいら てるのり）は、江戸時代中期の大名。上野国高崎藩主。高崎藩大河内松平家3代。

## 生涯
5000石を領した大身旗本・松平信定の十男。従兄である高崎藩主・松平輝貞の養子となる。
元文4年（1739年）、教訓書『見聞相染集（けんもんそうぜんしゅう）』を著わした。書名は実父信定が詠んだ歌「見つ聞きつ いにしへ今の かずかずに 思を染むる 言の葉の道」に由来する。別名を『愼怖記（しんふき）』ともいう。

## 年譜
- 天和2年（1682年）6月12日、江戸に生まれる。
- 正徳5年（1715年）2月3日、従兄である松平輝貞の養子となる。
- 正徳5年（1715年）12月25日、従五位下・摂津守に任ぜられる。
- 享保3年（1718年）9月17日、因幡守に改める。
- 延享2年（1745年）12月11日、家督を相続。閏12月16日、従四位下に任ぜられる。
- 延享4年（1747年）11月15日、右京大夫と改める。
- 寛延2年（1749年）2月9日、致仕。
- 宝暦6年（1756年）2月29日、卒。なお、『寛政重修諸家譜』等は、死去の日を3月11日とする。

## 系譜
父母
- 松平信定（実父）
- 松平輝貞（養父）

子女
- 松平輝高（長男）
- 三浦明次正室